# Platja de Huelgues
La Platja de Huelgues, se situa a la parròquia de Perlora, prop de la Ciutat Residencial Perlora, al concejo de Carreño, Astúries.

## Descripció
La platja de Huelgues és una de les tres platges de la parròquia de Perlora, al costat de les de Carranques i  La Isla.
És una platja en forma de petxina que es caracteritza per posseir un ecosistema molt ric i variat. La presència d'afloraments rocosos atreu espècies tals com llámpares, eriçons de mar o polps, i fins i tot altres menys conegudes com a anemones de mar. Per aquesta varietat d'espècies pel se'l considera un ecosistema intermareal.
Aquesta platja és freqüentada per pescadors, tant de canya com de pedreo. En època estival es visitada per banyistes que aprecien els diversos serveis, ja que disposa de restaurants, cafeteries, lavabos, àrea recreativa, dutxes, servei de neteja, així com amplis aparcaments.